# 鞭笞 (漫画)
鞭笞（英語：Lash）是漫威漫画中的超级反派。由作家查尔斯·索尔和艺术家Joe Madureira创造，他第一次出现在《异人族》＃1（2014年6月）。
鞭笞是异人族。在大事件「无限」發生後，泰瑞根迷雾蔓延整個地球，鞭笞在其中扮演關鍵角色。

## 其他媒體

### 電視
- 鞭笞，本名安德鲁·加纳（Andrew Garner），在《神盾局特工》第三季中登场，麥特·威利格（英语：Matt Willig）與布萊爾·安德伍德（英语：Blair Underwood）分別扮演他的異人族形態與人類形態。

### 遊戲
- 《MARVEL未來之戰》：手機遊戲，鞭笞是玩家可使用角色之一。